# Láadan
Le láadan est une langue construite, créée en 1982 par Suzette Haden Elgin afin d'étudier l'hypothèse Sapir-Whorf.
Suzette Haden Elgin crée le Láadan pour ses séries de science-fiction féministe Native Tongue (roman) (en). Cette langue est parlée par les femmes protagonistes de ses romans Une grammaire et un dictionnaire sont publiés en 1985.